# 细筒苣苔
细筒苣苔（学名：Lagarosolen hispidus）为苦苣苔科细筒苣苔属下的一个种。